# Antiokheiai Szent Margit
Ez a szócikk Antiokheiai Szent Margitról szól. IV. Béla király leányát, Árpád-házi Szent Margitot lásd ott.
Antiokheiai Szent Margit (Antiokheia, 275? – 304) szűz, keresztény vértanú, egyike a katolikus tizennégy segítőszentnek.
Életének történetét a mai kutatók nem tekintik valóságnak, széles körben "fiktív szentnek" tekintik. A Catholic Encyclopedia elismerte, hogy "az évszázad, amelyben élt, is bizonytalan."

## Legendája
Margit egy Aedesius nevű tekintélyes pogány pap leánya volt. Apja nagyon szerette, anyja viszont korán meghalt, s így a kicsi Margit vidékre került egy dajkához, aki keresztény volt. Amikor a felcseperedett Margit hazakerült, apja felismerte, hogy keresztény lett. Mindent elkövetett, hogy lányát „kijózanítsa”. Amikor látta, hogy semmire sem megy, iszonyúan megharagudott, rá sem bírt nézni, sőt elűzte a házától. Az Úr azonban, aki soha nem hagyja el a benne bízókat, szokásos jóságával megvigasztalta Margitot, s oly kedvessé tette egykori dajkája előtt, hogy az leányává fogadta.
Az erények közül főként az alázatosságot kapta ajándékba az Úrtól; ennek erejében feledni tudta nemes származását. Mindenben szolgálatára állt dajkájának, még a bárányait is kihajtotta legelni. Ebben az időben érkezett Asia tartományból Antióchiába Olibrius prefektus a keresztények üldözésére. Útja a legelő mellett vitt el, ahol Margit a többi lányokkal a bárányokat őrizte.
Olibrius meglátta, hogy Margit a legszebb közöttük, ezért parancsot adott szolgáinak, hogy tudják meg, ki ez a leány. Ha szabad, feleségül veszi, ha rabszolga, megadja az árát és ágyasává teszi. A szolgák útnak eredtek, megkeresték Margitot, s a prefektus elé vitték.
Ennek hallatára a gonosz bíró nagyon elszomorodott, s megparancsolta, hogy állítsák Margitot elébe. Így kezdett beszélni a lányhoz: „Leányom, ne félj semmitől, mondd el nekem a származásodat, hogy rabszolga vagy-e, vagy szabad?” A szent szűz így válaszolt: „Nemzetségemet ebben a városban mindenki ismeri. Ha szabadságom felől kérdezel, tudd meg, hogy senkinek nem vagyok rabszolgája. De számmal és szívemmel az én Uram, Jézus Krisztus szolgálójának vallom magam, akit kiskorom óta imádok és tisztelek.” A prefektus megkérdezte: „Mi a neved?” Margaréta így válaszolt: „Az emberek Margitnak hívnak, de ami ennél több, a keresztségem óta keresztény vagyok.”
A prefektus közeledését Margit visszautasította, mire a sértett férfi bíróság elé hurcoltatta a lányt, pusztán azért, mert bátran kereszténynek vallotta magát. A lányt megkínozták, tömlöcbe zárták. az ördög sárkány képét öltve jelent meg előtte, és le is nyelte, de Margit a vadállat gyomrában is magasra emelte a feszületet, mire a sárkány gyomra megrepedt, ő pedig kiszabadult. Egy másik démonnal is meg kellett küzdenie, amelyet elűzött. Másnap tűzzel és vízzel is megpróbálták megölni a lányt, de nem sikerült. Szenvedései láttán pogányok ezrei tértek keresztény hitre, ezeket a poroszlók rögtön kivégezték. Miután a bakó fejét vette, maga is holtan terült el a mártírnő lábánál. A lány holttestét egy Theotimus nevű keresztény vitte el a vesztőhelyről, s egy szent életű nemes özvegy sírja mellett temette el.
Relikviáit 980-ban titokban elvitték Antiochiából előbb az itáliai San Pietro della Valle templomába, majd ereklyéi 1145-ben Montefiasconébe kerültek, innen aztán 1213-ban Velencébe vitték.
Emléknapja: július 20.
Ő az áldott állapotban lévő asszonyok és szülő nők védőszentje.